# Codonopsis bragaensis
Codonopsis bragaensis är en klockväxtart som beskrevs av Grey-wilson. Codonopsis bragaensis ingår i släktet Codonopsis, och familjen klockväxter.
Artens utbredningsområde är Nepal. Inga underarter finns listade i Catalogue of Life.